# Clubul Sportiv Universitatea Cluj 2012-2013 (pallavolo femminile)
Questa voce raccoglie le informazioni riguardanti il Clubul Sportiv Universitatea Cluj nelle competizioni ufficiali della stagione 2012-2013.

## Organigramma societario
Area direttiva
- Presidente: Sorin Grozav

Area tecnica
- Allenatore: Dan Gîrleanu

## Rosa
| N° | Nome               | Ruolo | Data di nascita   | Nazionalità sportiva |
| -- | ------------------ | ----- | ----------------- | -------------------- |
| 1  | Medeea Clăteşteanu | C     | 20 maggio 1992    | Romania              |
| 2  | Tanya Paulin       | C     | 25 aprile 1989    | Canada               |
| 3  | Bianca Cenan       | P     | 6 novembre 1987   | Romania              |
| 4  | Monica Puianu      | C     | 16 febbraio 1994  | Romania              |
| 5  | Luminiţa Trombiţaş | P     | 5 luglio 1971     | Romania              |
| 6  | Alexandra Bara     | S     | 11 gennaio 1994   | Romania              |
| 7  | Andreea Bucur      | P     | 1º ottobre 1989   | Romania              |
| 8  | Raluca Bucur       | S     | 20 agosto 1985    | Romania              |
| 9  | Emiliya Serafimova | S     | 24 settembre 1976 | Bulgaria             |
| 10 | Timea Ştirţ        | C     | 30 settembre 1990 | Romania              |
| 11 | Anda Lehene        | C     | 8 febbraio 1993   | Romania              |
| 12 | Nicoleta Lechinţan | S     | 1º maggio 1993    | Romania              |
| 13 | Petra Şikoş        | S     | 23 dicembre 1990  | Romania              |
| 14 | Delia Nilcă        | S     | 21 gennaio 1993   | Romania              |
| 15 | Angelica Podină    | L     | 14 agosto 1991    | Romania              |
| 16 | Anca Berci         | L     | 17 luglio 1993    | Romania              |
| 17 | Raluca Rovas       | S     | 14 aprile 1994    | Romania              |